# Béatrice de Chambure
Pour les articles homonymes, voir Chambure.
Béatrice Pelletier de Chambure, née à Neuilly-sur-Seine (Seine) le 16 mai 1936 et morte à Paris XVIe le 9 janvier 2015, est une joueuse de tennis française, professionnelle.

## Biographie
Championne de France de tennis dès 1951, Béatrice de Chambure est, en 1952, championne de France à la fois chez les cadettes et dans la catégorie double-cadette. L’année suivante, elle devient championne de France junior dans les deux catégories, simples jeunes filles et double-jeunes filles. En 1954, devenue championne de France junior dans la catégorie double-jeunes filles, elle décroche le titre de championne junior aux internationaux France-Belgique, pour ce qui est seulement la deuxième édition du tournoi junior, puis échoue en finale du Tournoi de Wimbledon 1955 face à Sheila Armstrong.
En 1955, elle remporte à la fois le double-mixte et le double-dames au Critérium France. En senior, elle atteint le quart de finale en double-dames du tournoi de Wimbledon de l’année 1956, avec Colette Monnot.
Elle sera ainsi douze fois internationale de l’Équipe de France et, en 1955 internationale junior numéro deux mondiale à Wimbledon.

## Famille
Fille d’Hubert Pelletier de Chambure (1903-1953), planteur en Indochine, propriétaire d'une écurie de chevaux de course et du haras d'Étréham (Calvados), et de Geneviève Thibault (1902-1975), musicologue et conservatrice du Musée des instruments anciens au Conservatoire national de Paris,, elle se marie à Étréham le 25 février 1961 avec François a'Weng (1920-1961), président d’Information et Publicité. En secondes noces, elle épouse  le 12 septembre 1972 Jean Gueroult (1922-2013), ingénieur des Ponts-et-chaussées.
Elle est la nièce d'Élisabeth Pelletier de Chambure et, par celle-ci, la cousine germaine de Philippine de Rothschild.